# Wimmerella hederacea
Wimmerella hederacea är en klockväxtart som först beskrevs av Otto Wilhelm Sonder, och fick sitt nu gällande namn av Serra, M.B.Crespo och Thomas G. Lammers. Wimmerella hederacea ingår i släktet Wimmerella och familjen klockväxter. Inga underarter finns listade i Catalogue of Life.